# Maria Antonelli
Maria Elisa Mendes Ticon Antonelli (ur. 25 lutego 1984 w Rio de Janeiro) – brazylijska siatkarka plażowa.